# .56-56 Spencer
El .56-56 Spencer era un cartucho estadounidense para fusil, cargado con pólvora negra.

## Historia y desarrollo
Diseñado para los fusiles y carabinas Spencer, fue patentado el 6 de marzo de 1860. Su primer empleo durante la Guerra de Secesión tuvo lugar en la Batalla de Antietam, cuando fue empleado por la Caballería en sus carabinas. No se suministraron carabinas Spencer en la Batalla de Gettysburg, aunque dos unidades al mando de George Armstrong Custer estaban armadas con este modelo de carabina. El cartucho .56-56 Spencer montaba una bala de 22,7-23,3 g y tenía una carga propulsora de 2,7-2,9 g de pólvora negra. Era producido por una variedad de empresas armeras, también siendo empleado en las carabinas Ballard y Joslyn. Era un cartucho de corto alcance, ineficaz en cualquier pieza de caza más grande que un ciervo. Estuvo disponible en el mercado civil hasta bien entrada la década de 1920.  

## Nomenclatura
La nomenclatura del cartucho Spencer era singular. Al contrario de los cartuchos posteriores, tales como el .44-40 Winchester y el .45-70, donde el primer número indicaba el calibre de la bala y el segundo el peso de la carga propulsora, el .56-56 solamente se refiere al casquillo. El primer 56 es el diámetro del casquillo (14,2 mm; .56 pulgadas), medido encima de la pestaña, y el segundo 56 es el diámetro de la boca del casquillo. Las versiones posteriores de este cartucho incluyeron al .56-52, .56-50  y .56-46, cuyos casquillos tenían diferentes grados de conicidad para montar balas de menor calibre. Todos estos cartuchos eran de percusión anular. El calibre de la bala que montaba el .56-56 Spencer variaba entre 13,7 mm y 14,1 mm, según el fabricante del cartucho. El cartcuho .56-52, fabricado por Spencer, y el .56-50, fabricado por Springfield, solamente se distinguían por el nivel del moleteado, con el .56-50 teniendo un moleteado más pronunciado; ambos disparaban balas de 13 mm con un peso de 23 g. El cartucho .56-46 disparaba una bala de 11,8 mm, con un peso entre 20,7 y 21,3 g.